# Arquebisbat de Cambrai
L'arquebisbat de Cambrai o arxidiòcesi de Cambrai és una de les divisions administratives de l'església catòlica centrada en la ciutat de Cambrai (Departament del Nord, França). Nasqué com a bisbat del Regne Franc, que va pertànyer a l'Imperi Carolingi i després al Sacre Imperi Romanogermànic. Otó I del Sacre Imperi Romano-Germànic va concedir al bisbe el govern de la ciutat el 948; el bisbe va obtenir els drets comtals al Cambresis des de 1007. El 1094 es va segregar el bisbat d'Arràs de la jurisdicció eclesiàstica de Cambrai. El comtat fou elevat a ducat a 1510. El 1543 l'emperador Carles V del Sacre Imperi Romanogermànic va incorporar el territori dins el govern dels Països Baixos. El 12 de maig de 1559 fou elevat a arquebisbat amb les diòcesis sufragànies d'Arràs, Tournai, Namur i Saint-Omer. El bisbe va perdre el poder secular el 1595. Després de la reorganització dels bisbes dels Països Baixos va quedar amb quatre arxidiaconats (Cambrai, Brabant, Hainaut i Valenciennes). La regió va passar a França el 1678 pel tractat de Nimega. El 1686 el capítol va perdre el dret a elegir al bisbe i en endavant fou nomenat pel rei de França (el primer François III de Salignac de La Mothe-Fénelon). Amb el concordat del 1801, el 15 de juliol de 1801 va retornar a ser un bisbat, i la diòcesi va perdre la seva part que pertanyia als països Baixos austríacs annexionats i es va concretar al departament del Nord, creat el 1790.
El 1841 va recuperar la seva condició d'arquebisbat. El 25 d'octubre de 1913 es va segregar la nova diòcesi de Lilla. Fins al 29 de març del 2008 Cambrai fou metropolitana de les diòcesis d'Arràs i Lilla però en aquesta data Lilla va ocupar la posició de metropolitana sobre les altres dues.

## Fets històrics
Al seu llibre The Three Orders: Feudal Society Imagined, el medievalista francès Georges Duby ha demostrat que, en el període 1023-1025, el primer teòric que va justificar la divisió de la societat europea en els tres estaments va ser Gerard de Cambrai, el bisbe de l'arquebisbat de Cambrai.

## Llista de bisbes i arquebisbes
- Sant Vaast, vers 500 - mort vers 540
- Sant Dominic, vers 540
- Sant Vedulf, vers 545 - mort vers 580
- sant Geri, 584 - mort el 623 / 627, antic diaca de Trèveris administra els bisbats de Cambrai i Arràs i la unió subsistirà fins a 1094.
- Sant Bertold, vers 627
- Sant Ablebert, vers 633
- Sant Aubert de Cambrai,[2] vers 663, mort abans del 679
- Sant Vindicià 669 - mort el 693 / 712
- Hildebert † 21 juny d'entre 712 i 715
- Hunald † 717
- Sant Hadulf, abat de Saint-Vaast, 717 - mort el 19 de maig de 728 / 729
- Treuvard 728 / 730 - mort vers 752:
- Gaufrid, o Gunfrid o Gaufreu o Godofred 750 / 752 - mort vers 763
- Alberic 763 / 764 - mort vers 790
- Hildeguard o Hildoard o Hildoward vers 790 - mort el 4 de juliol de 816
- Halitgar 817-831
- Teodoric 831-863
- Hilduí, Gontbert i Tetbold, designats per Lotari II i refusats per l'arquebisbe metropolità Hincmar de Reims, 863-866
- Joan I (sant Joan de Cambrai) 866-879
- Rutard I 879-886
- Dodiló 887-901
- Esteve 901-933
- Fulbert 933-956
- Berengar 956-957
- Ingelram I 957-960
- Ansbert 960-965
- Wibold 965-966
- Dedó o Tetdó (Teodot) vers 972- mort el 28 d'agost de 976
- Rutard II 976 - 995
- Erluí 995-1012, comte des de 1007
- Gerard de Rumigny-Florines 1013-1048
- Leutbert 1049-1076
- Gerard II 1076-1093
- Walter 1093-1095/1106 nomenat per l'emperador Enric IV, es va mantenir com a arquebisbe contre Manassès, tot i haver estat deposat pel papa al concili de Clermont el novembre de 1095
- Manassès 1093-1103, traslladat per Pascal II a Soissons.
- sant Odó 1105-1113
- vacant 1113-1115
- Burcard 1115-1131
- Ludard 1131-1137
- Nicolau I de Chièvres 1137-1166
- Pere I de Flandes 1167-1173 (renuncià sense haver estat consagrat)
- Robert I 1173-117, elegit, no consagrat, assassinat el 4 d'octubre de 1174
- Alard 1175-1178
- Roger de Waurin 1179-1191
- Joan II de Béthune 1192-1196
- Nicolau II de Roeux 1197
- Hug d'Oisy 1197-1199, no consagrat
- Pere II de Corbeil 1199-1200, traslladat a Sens el 1200
- Joan III de Béthune 1200-1219
- Godofreu de Condé 1219-1237
- Guillem I 1237
- Guiu I de Laon 1237-1247
- Nicolau III de Fontaines 1248-1273
- Ingelram II de Créqui (Enguerrand II) 1273-1292, transferit a Thérouanne
- Guillem II d'Hainault 1292-1296
- Guiu II de Collemède 1297-1306, designat arquebisbe de Salerne el 1306, mort a Avinyó sense haver pres possessió
- Felip de Marigny 1306-1309
- Pere III de Levis (Pere III de Mirepoix) 1309-1323, bisbe de Bayeux 1324
- Guiu III d'Alvèrnia 1326-1336, arquebisbe de Lió 1340, cardenal 1342 (mort el 25 de novembre de 1373)
- Guillem III de Auxonne 1336-1342 traslladat a Autun
- Guiu IV de Ventadour 1342-1349, traslladat a Vabres
- Pere IV de Clarmont 1349-1368, abans bisbe de Noyon i després de Clarmont d'Alvèrnia
- Robert II de Ginebra 1368-1372, abans bisbe de Thérouanne, cardenal 1371, papa com a Climent VII
- Gerard III de Dainville 1372-1378, abans bisbe de Thérouanne
- Joan IV Iserklas 1378-1389
- Andreu of Luxembourg-Ligny 1389-1396
- vacant 1396-1398
- Pere V d'Ailly 1398-1411 abans bisbe de Lo Puèi de Velai, cardenal el 6 de juny de 1411; mort el 1420
- Joan de Baviera-Hainaut anomenat Liedekercke, comte d'Holanda i de Zelanda, bisbe de Lieja, administrador 1411-1414
- Joan V de Saveren 1414-1438
- vacant 1438-1440
- Joan VI de Borgonya 1440-1479 (bastard de Joan sense Por)
- Enric de Berghes 1480-1502
- Jaume de Croy 1502-1516
- Guillem III de Croy 1516-1519 cardenal diaca 1 d'abril de 1517, administrador apostòlic de Toledo 1517, renuncia a Cambrai el 1519
- Robert III de Croy 1519-1556
- Maximilià de Berghes o Bergen op Zoom 1556-1570 (primer arquebisbe el 1559)
- Lluís de Berlaimont 1570-1596, secularització el 1595
- Joan VII Sarrazin 1596-1598
- Guilleme IV de Berghes o Bergen op Zoom 1599-1609
- Joan VIII Richardot 1609-1614
- Francesc I Buisseret 6 de gener a 2 de maig de 1615, abans de Namur
- Francesc II Van der Burch 1616-1644, abans de Gant
- Josep de Bergaigne 1645-1647, abans de Bois-le-Duc
- Gaspar Nemius Van der Bosch (afrancesat com Dubois) 1649-1667, abans d'Anvers
- Ladislau Jonnart 1668-1674, abans de Saint-Omer
- vacant 1674-1676
- Jaume Teodor de Brias 1676-1694 abans de Saint Omer (Cambrai ocupada per França el 1677 i adquirida pel tractat de Nimega de 1678)
- François III de Salignac de La Mothe-Fénelon 1695-1715
- Joseph-Emmanuel de la Trémoille 1718-1720, abans bisbe de Bayeux
- Guillaume V Dubois 1720-1723, cardenal 1721, no va anar mai a Cambrai
- Charles de Saint-Albin 1723-1764, abans de Laon
- Léopold-Charles de Choiseul-Stainville 1764-1774, abans d'Albi
- Henri-Marie-Bernardin de Rosset de Ceilhes de Fleury 1775-1781, abans de Tours
- Ferdinand-Maximilien-Mériadec de Rohan-Guémené 1781-1801, abans de Bordeus, renuncia a petició del papa el desembre de 1801
- Louis de Belmas 1802-1841 (bisbat de 1801 a 1841)
- Pierre VI Giraud 1841-1850, abans de Rodès, cardenal 1847
- René-François Régnier 1850-1881, abans d'Angulema, cardelal 1873
- Alfred Duquesnay 1881-1884, abans de Llemotges
- François-Edouard Hasley 1884-1888, abans d'Avinyó
- Odon Thibaudier 1889-1892, abans de Soissons
- Etienne-Marie-Alphonse Sonnois 1893-1913, abans de Saint-Dié
- François-Marie-Joseph Delamaire 7 de febrer a 21 de juliol de 1913, bisbe de Périgueux el 1901, arquebisbe de Méthymne 1906, coadjutor de Cambrai 1906
- Jean-Arthur Chollet 1913-1952, després de Verdun
- Emile Maurice Guerry 1952-1966, abans coadjutor a Cambrai (1940-1952)
- Henri-Martin-Félix Jenny 1966-1980, abans coadjutor a Cambrai (1965-1966)
- Jacques Louis Léon Delaporte 1980-1999, abans de Nancy
- François Charles Garnier 2000-2018, abans de Luçon
- Vincent Dollmann 2018 - actualitat, procedent d'Estrasburg